# Črešnjevec pri Dragatušu
Črešnjevec pri Dragatušu este o localitate din comuna Črnomelj, Slovenia, cu o populație de 7 locuitori.